# Onkaparinga City
Koordinaten: 34° 55′ S, 138° 38′ O

Die City of Onkaparinga ist ein lokales Verwaltungsgebiet (LGA) im australischen Bundesstaat South Australia. Onkaparinga gehört zur Metropole Adelaide, der Hauptstadt von South Australia. Das Gebiet ist 518 km² groß und hat etwa 167.000 Einwohner (2016).
Onkaparinga bildet das südliche Ende von Adelaide etwa 14 bis 45 Kilometer vom Stadtzentrum entfernt. Das Gebiet beinhaltet 51 Stadtteile: Aberfoyle Park, Aldinga, Aldinga Beach, Blewitt Springs, Chandlers Hill, Cherry Gardens, Christie Downs, Christie’s Beach, Clarendon, Coromandel East, Coromandel Valley, Darlington, Dorset Vale, Flagstaff Hill, Hackham, Hackham West, Happy Valley, Huntfield Heights, Ironbank, Kangarilla, Kuitpo, Lonsdale, Maslin Beach, McLaren Flat, McLaren Vale, Moana, Morphett Vale, Noarlunga Centre, Noarlunga Downs, Old Noarlunga, Port Noarlunga, Port Noarlunga South, O’Halloran Hill, O’Sullivan Beach, Old Reynella, Onkaparinga Hills, Reynella, Reynella East, Seaford, Seaford Heights, Seaford Meadows, Seaford Rise, Sellicks Beach, Sellicks Hill, Tatachilla, The Range, Whites Valley, Willunga, Willunga South, Port Willunga und Woodcroft.
Der Verwaltungssitz des Councils befindet sich im Stadtteil Noarlunga Centre im Westen der LGA.

## Verwaltung
Der Onkaparinga City Council hat 21 Mitglieder, 20 Councillor werden von den Bewohnern der fünf Wards gewählt (je vier aus Knox, Mid South Coast, Pimpala, Thalassa und Wine Coast Ward). Diese fünf Bezirke sind unabhängig von den Stadtteilen festgelegt. Der Ratsvorsitzende und Mayor (Bürgermeister) wird zusätzlich von allen Bewohnern der City gewählt.